# Distrito Escolar 89 de Maywood-Melrose Park-Broadview
El Distrito Escolar 89 de Maywood-Melrose Park-Broadview (Maywood-Melrose Park-Broadview School District 89) es un distrito escolar de Illinois. Tiene su sede en Melrose Park en Gran Chicago. El distrito sirve Melrose Park, Maywood y Broadview.
En un período de 10 años que finalizó en 2013, la demografía de los estudiantes del distrito cambiaron de 58.2% negros a 59.1% hispanos.